# NBA-Draft 1991
Der NBA-Draft 1991 fand am 26. Juni 1991 in New York City statt.
Der NBA Draft ist eine Veranstaltung der Basketballliga NBA, bei der die Teams der Liga die Rechte an verfügbaren Nachwuchsspielern erwerben können. Meistens kommen die gedrafteten Spieler direkt vom College, aber auch aus Ligen außerhalb Nordamerikas und früher auch von der Highschool.

## Runde 1
| Pick | Spieler               | Nationalität       | NBA-Team                                               | vorheriges Team/College |
| ---- | --------------------- | ------------------ | ------------------------------------------------------ | ----------------------- |
| 1    | Larry Johnson (PF)    | Vereinigte Staaten | Charlotte Hornets                                      | UNLV                    |
| 2    | Kenny Anderson (PG)   | Vereinigte Staaten | New Jersey Nets                                        | Georgia Tech            |
| 3    | Billy Owens (SF)      | Vereinigte Staaten | Sacramento Kings (getradet zu Golden State)            | Syracuse                |
| 4    | Dikembe Mutombo (C)   | Zaire              | Denver Nuggets                                         | Georgetown              |
| 5    | Steve Smith (SG)      | Vereinigte Staaten | Miami Heat                                             | Michigan State          |
| 6    | Doug Smith (PF)       | Vereinigte Staaten | Dallas Mavericks                                       | Missouri                |
| 7    | Luc Longley (C)       | Australien         | Minnesota Timberwolves                                 | New Mexico              |
| 8    | Mark Macon (SG)       | Vereinigte Staaten | Denver Nuggets (von Washington)                        | Temple                  |
| 9    | Stacey Augmon (SG/SF) | Vereinigte Staaten | Atlanta Hawks (von L.A. Clippers)                      | UNLV                    |
| 10   | Brian Williams (PF/C) | Vereinigte Staaten | Orlando Magic                                          | Arizona                 |
| 11   | Terrell Brandon (PG)  | Vereinigte Staaten | Cleveland Cavaliers                                    | Oregon                  |
| 12   | Greg Anthony (PG)     | Vereinigte Staaten | New York Knicks                                        | UNLV                    |
| 13   | Dale Davis (PF)       | Vereinigte Staaten | Indiana Pacers                                         | Clemson                 |
| 14   | Rich King (C)         | Vereinigte Staaten | Seattle SuperSonics                                    | Nebraska                |
| 15   | Anthony Avent (PF)    | Vereinigte Staaten | Atlanta Hawks                                          | Seton Hall              |
| 16   | Chris Gatling (PF)    | Vereinigte Staaten | Golden State Warriors (von Philadelphia)               | Old Dominion            |
| 17   | Victor Alexander (C)  | Vereinigte Staaten | Golden State Warriors                                  | Iowa State              |
| 18   | Kevin Brooks (SF)     | Vereinigte Staaten | Milwaukee Bucks                                        | Southwestern Louisiana  |
| 19   | LaBradford Smith (SG) | Vereinigte Staaten | Washington Bullets (von Detroit via Dallas und Denver) | Louisville              |
| 20   | John Turner (PF)      | Vereinigte Staaten | Houston Rockets                                        | Phillips                |
| 21   | Eric Murdock (PG)     | Vereinigte Staaten | Utah Jazz                                              | Providence              |
| 22   | LeRon Ellis (PF)      | Vereinigte Staaten | Los Angeles Clippers (von Phoenix via Seattle)         | Syracuse                |
| 23   | Stanley Roberts (C)   | Vereinigte Staaten | Orlando Magic (von San Antonio)                        | LSU                     |
| 24   | Rick Fox (SF)         | Kanada             | Boston Celtics                                         | North Carolina          |
| 25   | Shaun Vandiver        | Vereinigte Staaten | Golden State Warriors (von L.A. Lakers)                | Colorado                |
| 26   | Mark Randall (PF)     | Vereinigte Staaten | Chicago Bulls                                          | Kansas                  |
| 27   | Pete Chilcutt (PF)    | Vereinigte Staaten | Sacramento Kings (von Portland)                        | North Carolina          |

## Runde 2
| Pick | Spieler              | Nationalität       | NBA-Team                                                  | vorheriges Team/College |
| ---- | -------------------- | ------------------ | --------------------------------------------------------- | ----------------------- |
| 28   | Kevin Lynch (G/F)    | Vereinigte Staaten | Charlotte Hornets (von Denver)                            | Minnesota               |
| 29   | George Ackles (C/PF) | Vereinigte Staaten | Miami Heat                                                | UNLV                    |
| 30   | Rodney Monroe (G/F)  | Vereinigte Staaten | Atlanta Hawks (von Sacramento)                            | North Carolina State    |
| 31   | Randy Brown (PG)     | Vereinigte Staaten | Sacramento Kings (von New Jersey)                         | New Mexico State        |
| 32   | Chad Gallagher (C)   | Vereinigte Staaten | Phoenix Suns (von Charlotte)                              | Creighton               |
| 33   | Donald Hodge (C)     | Vereinigte Staaten | Dallas Mavericks                                          | Temple                  |
| 34   | Myron Brown (G)      | Vereinigte Staaten | Minnesota Timberwolves                                    | Slippery Rock           |
| 35   | Mike Iuzzolino (G)   | Vereinigte Staaten | Dallas Mavericks (von Washington via Sacramento)          | St. Francis (PA)        |
| 36   | Chris Corchiani (G)  | Vereinigte Staaten | Orlando Magic                                             | North Carolina State    |
| 37   | Elliot Perry (PG)    | Vereinigte Staaten | Los Angeles Clippers                                      | Memphis State           |
| 38   | Joe Wylie (PF)       | Vereinigte Staaten | Los Angeles Clippers (von Cleveland)                      | Miami (FL)              |
| 39   | Jimmy Oliver (G/F)   | Vereinigte Staaten | Cleveland Cavaliers (von New York via Charlotte)          | Purdue                  |
| 40   | Doug Overton (PG)    | Vereinigte Staaten | Detroit Pistons (von Seattle)                             | La Salle                |
| 41   | Sean Green (F/G)     | Vereinigte Staaten | Indiana Pacers                                            | Iona                    |
| 42   | Steve Hood (SF)      | Vereinigte Staaten | Sacramento Kings (von Atlanta)                            | James Madison           |
| 43   | Lamont Strothers (G) | Vereinigte Staaten | Golden State Warriors                                     | Christopher Newport     |
| 44   | Álvaro Teherán (C)   | Kolumbien          | Philadelphia 76ers                                        | Houston                 |
| 45   | Bobby Phills (SG)    | Vereinigte Staaten | Milwaukee Bucks                                           | Southern                |
| 46   | Richard Dumas (F)    | Vereinigte Staaten | Phoenix Suns (von Detroit)                                | Oklahoma State          |
| 47   | Keith Hughes (PF)    | Vereinigte Staaten | Houston Rockets                                           | Rutgers                 |
| 48   | Isaac Austin (C)     | Vereinigte Staaten | Utah Jazz                                                 | Arizona State           |
| 49   | Greg Sutton (G)      | Vereinigte Staaten | San Antonio Spurs                                         | Oral Roberts            |
| 50   | Joey Wright (SG)     | Vereinigte Staaten | Phoenix Suns                                              | Texas                   |
| 51   | Žan Tabak (C)        | Kroatien           | Houston Rockets (von Boston via New Jersey und Cleveland) | KK Split (Kroatien)     |
| 52   | Anthony Jones (SF)   | Vereinigte Staaten | Los Angeles Lakers                                        | Oral Roberts            |
| 53   | Von McDade (SG)      | Vereinigte Staaten | New Jersey Nets (von Chicago)                             | UWM                     |
| 54   | Marcus Kennedy (PF)  | Vereinigte Staaten | Portland Trail Blazers                                    | Eastern Michigan        |

## Ungedraftete Spieler
- Darrell Armstrong (PG), Fayetteville State
- David Benoit (SF), Alabama
- Marty Conlon (PF), Providence College
- John Crotty (PG), Virginia
- Robert Pack (PG), University of Southern California